# Хан (Хунсрюк)
Хан (нем. Hahn) — община в Германии, в земле Рейнланд-Пфальц.
Входит в состав района Рейн-Хунсрюк. Подчиняется управлению Кирхберг. Население составляет 165 человек (на 31 декабря 2010 года). Занимает площадь 5,29 км².
Неподалёку расположен аэропорт Франкфурт-Хан, переделанный в 1993 году из американского военного аэродрома для рейсов гражданской авиации.